# The Crew
The Crew — онлайн-відеогра в жанрі автосимулятор, розроблена Ivory Tower спільно з Ubisoft Reflections. 13 серпня 2014 року було оголошено про вихід на Xbox 360. 2 грудня гра надійшла в продаж для Xbox One, PlayStation 4 і PC.
| Агрегатор  | Оцінка                                 |
| ---------- | -------------------------------------- |
| Metacritic | (PC) 71/100 (PS4) 61/100 (XONE) 64/100 |

| Видання      | Оцінка |
| ------------ | ------ |
| Pocket Gamer | 8/10   |

## Геймплей
Одиночна гра включає в себе двадцятигодинну кампанію. Місії можна проходити одному, з друзями, або з онлайн-гравцями, однак навіть при проходженні в одиночній кампанії гра вимагає підключення до Інтернету. Мультиплеєрний режим дозволить гравцям створювати власні команди для проходження онлайн-перегонів і інших задач.
Ключовою особливістю гри є відкритий світ, в якості якого використана спрощена цифрова модель США зменшена приблизно в 35 разів. Головний операційний директор студії Ivory Tower Ахмед Букеліфа розповів, що загальна протяжність доріг в грі становить 10 тисяч кілометрівref name. Весь ігровий світ складається з 5 регіонів зі своїми столицями, кожен з яких відкривається в міру проходження:
- Східне узбережжя (столиця — Нью-Йорк);
- Південь (Маямі);
- Центральна Америка (Детройт);
- Гірська місцевість (Лас-Вегас);
- Західне узбережжя (Лос-Анджелес).

Разом з ними буде з'являтися доступ і до нових машин і елементів геймплея:
|  | Ми працювали над цією проблемою близько року. Було важко не тільки з технічної, але і з геймплейної чпстини. Якого розміру повинен бути світ, щоб він був цікавий? Ми відразу подумали: «Великим». Разом з тим, нам не хотілося робити так, щоб користувач годинами перетинав одну пустелю і швидко втомлювався від проекту. Я вважаю, що нинішній розмір The Crew є ідеальним |

Джуліан Герайті, виконавчий директор  The Crew , назвав гру рольовою з елементами масової мультиплеєрної онлайн-гри.

## Продовження
В травні 2017 року Ubisoft анонсував продовження — The Crew 2. Гру планується випустити в усьому світі на початку 2018 року для Microsoft Windows, PlayStation 4 і Xbox One. У продовженні, гараж транспортних засобів розшириться, щоб включити туди літаки, човни, мотоцикли і квадроцикли.